# Sankt Bernhard-Frauenhofen
Sankt Bernhard-Frauenhofen è un comune austriaco di 1 251 abitanti nel distretto di Horn, in Bassa Austria.